# Municipio de Río Grande (Zacatecas)
El municipio de Río Grande es uno de los 58 municipios del estado mexicano de Zacatecas. Con 64 535 habitantes en 2020 es el quinto municipio más poblado del estado y tiene una extensión territorial de 1814 km². La cabecera municipal es la ciudad de Río Grande. Colinda con los municipios de Juan Aldama, Francisco R. Murguía, Sain Alto, Fresnillo, Villa de Cos, Cañitas de Felipe Pescador, Miguel Auza, Sombrerete.
Cuna del revolucionario, líder agrarista y Gobernador del Estado de Zacatecas en 1928, el Sr. D. Alfonso Medina Castañeda (1891-1934). Sus restos se encuentran depositados en el Mausoleo de los Hombres Ilustres del Cerro de la Bufa, en la ciudad capital del Estado.
La Ciudad tiene algunos monumentos históricos de la colonia, viejos edificios de adobe enjarrados con mortero y parroquias de estilo barroco, siendo éstas las estructuras más antiguas de la ciudad. El barrio con la mayor cantidad de casas de la época colonial española, es el Barrio Independencia, el cual se encuentra al suroeste del actual centro de la ciudad, mismo que con el tiempo cambió de éste mencionado barrio, hacia la Avenida Constitución donde antiguamente pasaba la carretera Federal 49 y donde se encontraban las compañías de autobuses que conectaban al resto del país. La Ciudad de Río Grande se considera El Granero de la Nación por tratarse de la ciudad más grande del norte del Estado y de la Zona Frijolera Zacatecas/Durango (Zona frijolera preponderante del país), lo que la convierte en el punto de mayor comercialización de la producción de frijol en la República Mexicana.

## Extensión
Tiene 1,814 km², y el porcentaje que representa respecto a la superficie del Estado es de 2.41%.

## Orografía
| Nombre               | Altura, msnm |
| -------------------- | ------------ |
| Sierra del Pastor    | 2,219        |
| Cerro del Palomo     | 2,200        |
| Cerro Tetilla Grande | 2,190        |
| Cerro de Santiago    | 2,130        |
| Sierra de Azufre     | 2,120        |
| Cerro de Guadalupe   | 2,100        |
| Cerro de Mesilla     | 2,090        |
| Cerro del Polvillo   | 2,050        |

## Hidrografía
La principal corriente de agua es la del Río Aguanaval llamado también Río Grande o de Nieves, que nace en la Sierra de Abrego del Municipio de Fresnillo, que va a desembocar la Laguna de Viesca del Estado de Coahuila.
Recorre el municipio en una dirección de suroeste a noroeste y en el transitan sus aguas broncas los arroyos de Cruces, Tetillas, el Sauz y San Marcos el Río Aguanaval tiene un trayecto de 475 km, correspondiendo 223 al Estado de Zacatecas, 192 al Estado de Durango 60 al Estado de Coahuila, su cuenca es permanente y fue declarada de propiedad Nacional en marzo de 1922.
En los ejidos del fuerte (unidad Almoloya) las Esperanzas (las pastoras) rancho las Pilas de San Felipe, Col. Francisco García Salinas y presa de Tetillas se encuentran manantiales de suma importancia. Presa las Agujas con una capacidad de 10 millones de m³, presa del Cazadero con una capacidad de 28 millones de m³, se cuenta con 34 pozos profundos para uso agrícola y benefician 1200 ha, hay otras presas como son los Ajolotes de Progreso, presa de Tetillas, el Bordo, que entre todas benefician aproximadamente 1,000 hectáreas.

## Flora
Las condiciones climáticas y lo escaso de la precipitación pluviales hacen que la flora de la región sea raquítica, sobre todo en los árboles que solamente se desarrollan en las riberas del río, con excepción de mezquite, huizaches y nopales, que requieren de poca humedad. Los vegetales que producen madera, troncos y varas útiles para la construcción son álamo, pirul, fresno, mezquite, huizache, nogal, sabino, sauce, trueno, palma, jaral y ocotillo. Las plantas frutales que se explotan son: membrillo, durazno, manzano, peral, huiguera, vid. Plantas forrajeras: cereales y leguminosas: maíz, fríjol, trigo, cebada, avena, alfalfa, sorgo, aceitilla, zacáte y nopal. Plantas aromáticas: cedrón, epazote, hinojo, laurel, mejorana, perejil, poleo, romero, ruda, tomillo, toronjil, hierbabuena, etc. Plantas oleaginosas: higuerilla, calabaza. Plantas de clima estepario: orégano, maguey, cardenche, biznaga, gobernadora.

## Fauna
Se encuentra constituida por los elementos siguientes:
perro, gato, ciervo, coyote, gato montés, zorra, zorrillo, tejón, ardilla, tachalote, onza, conejo, liebre, tlacuache, rata, murciélago, halcón, codorniz, tecolote, lechuza, jabalí, venado, buey.

## Recursos naturales
El municipio de Río Grande cuenta con algunos yacimientos minerales, estos se encuentran alrededor de la ciudad, no cuenta con yacimientos de petróleo y es muy escasa la riqueza natural forestal, a pesar del Río Aguanaval.

## Clasificación y uso del suelo
Los suelos del municipio pertenecen al periodo cuaternario; aluviones, y del cretácico superior: aniduro, duranino, caliza color claro y gris oscura laminado, de la familia caracol; areniscas y lutitas gris oscuro o verde oscuro éstas al centro del Municipio; rocas ígneas, extrusivas del terciario: derrames riolitas, tobas, basaltos ocasionales y andecitas. En su mayoría, el suelo se dedica a la agricultura y al tipo de tenencia de la tierra: ejidal, propiedad privada y colonias agrícolas.

## Integración territorial y población
A mediados de 1958 el municipio contaba con una superficie de 2708 kilómetros cuadrados pero sufrió modificación al erigirse el nuevo municipio de Cañitas de Felipe Pescador.
Los datos de los censos demográficos a través de los años se muestran como sigue:
| Año  | Habitantes |
| ---- | ---------- |
| 1895 | 10,210     |
| 1921 | 13,035     |
| 1940 | 18,778     |
| 1950 | 24,167     |
| 1960 | 26,781     |
| 1970 | 34,946     |
| 1980 | 47,806     |
| 1990 | 57,834     |
| 1995 | 60,559     |
| 2000 | 59,330     |
| 2005 | 57,708     |
| 2010 | 62,693     |
| 2020 | 64,535     |

## Localidades
El municipio de Río Grande tiene 72 Localidades registradas en el Instituto Nacional de Estadística y Geografía.
A continuación se nombra cada una de ellas, ordenadas por población según los resultados del Censo de Población y Vivienda 2020, siendo la más poblada la cabecera municipal, La Ciudad de Río Grande.
Las antiguas comunidades de "La Luz", "Santa Teresa (Ignacio Allende)", "Sabanilla (Vicente Guerrero)" y "San Lorenzo" no aparecen en el listado de localidades o comunidades del municipio, ya que son consideradas por el Instituto Nacional de Estadística y Geografía (INEGI) desde el año 2010, como colonias de la Ciudad de Río Grande, por lo que cuentan con los servicios básicos urbanos, a diferencia del resto de localidades o comunidades del municipio.
| Código INEGI | Nombre de la Localidad / Comunidad                | Habitantes |
| ------------ | ------------------------------------------------- | ---------- |
| 32039        | Total del Municipio                               | 64,535     |
| 320390001    | Río Grande                                        | 35,050     |
| 320390020    | Loreto                                            | 2,665      |
| 320390027    | Los Ramírez                                       | 2,514      |
| 320390009    | Las Esperanzas (El Ranchito)                      | 2,339      |
| 320390026    | Progreso de Alfonso Medina (Colonia Progreso)     | 2,152      |
| 320390011    | Francisco García Salinas                          | 1,807      |
| 320390031    | Tetillas (Exhacienda de Tetillas)                 | 1,797      |
| 320390019    | José María Morelos y Pavón (La Almoloya)          | 1,750      |
| 320390007    | Los Conde                                         | 1,572      |
| 320390008    | Emiliano Zapata (Morones)                         | 1,569      |
| 320390012    | El Fuerte                                         | 1,542      |
| 320390032    | Tierra Blanca                                     | 1,389      |
| 320390004    | Boquilla de Arriba                                | 1,097      |
| 320390024    | Pastelera                                         | 1,053      |
| 320390010    | La Florida                                        | 1,010      |
| 320390025    | Las Piedras                                       | 838        |
| 320390029    | San Felipe                                        | 838        |
| 320390006    | Ciénega y Mancilla                                | 741        |
| 320390015    | Ignacio López Rayón (Los Delgado)                 | 570        |
| 320390051    | Noria del Boyero                                  | 500        |
| 320390003    | Anastasio V. Hinojosa                             | 356        |
| 320390022    | Los Márquez                                       | 347        |
| 320390017    | Ignacio Zaragoza (La Rastrera)                    | 241        |
| 320390002    | Alfonso Medina (El Capricho)                      | 194        |
| 320390013    | Guadalupe (Exhacienda de Guadalupe)               | 136        |
| 320390070    | Los Núñez                                         | 80         |
| 320390033    | Los Rodríguez                                     | 74         |
| 320390061    | Bajo de Moya                                      | 50         |
| 320390030    | Sebastián Lerdo de Tejada (el Jijiote)            | 40         |
| 320390034    | Rancho el Cañón (Los Torres)                      | 35         |
| 320390144    | El Chaparral [Colonia]                            | 18         |
| 320390060    | Lindavista (Alejandro Torres Rivera)              | 17         |
| 320390099    | Los Sauces (los Sauces Dos)[Fraccionamiento]      | 17         |
| 320390073    | El Carabanchel                                    | 13         |
| 320390059    | El Polvillo                                       | 10         |
| 320390133    | La Viñata (Saúl Zapata)                           | 10         |
| 320390158    | Hermanos Juárez Linares (Borreguera del Chilango) | 6          |
| 320390094    | Manuel Fernández                                  | 6          |
| 320390131    | El Canal (Francisco García Castañeda)             | 5          |
| 320390157    | Humberto Rojas                                    | 5          |
| 320390129    | Las Polvaredas (Juan Antonio Castañón)            | 5          |
| 320390085    | Rancho de Padilla                                 | 5          |
| 320390147    | San Antonio [Rancho]                              | 5          |
| 320390146    | El Chaparral (Las Campanitas)[Fraccionamiento]    | 4          |
| 320390124    | El Fresno (Severo Castor) [Rancho]                | 4          |
| 320390112    | Avícola la Hacienda                               | 4          |
| 320390110    | La Tijera (Héctor García) [Rancho]                | 4          |
| 320390156    | Los Tenorio                                       | 4          |
| 320390152    | Pozo de los Pérez [Rancho]                        | 4          |
| 320390145    | Rancho de Salvador Fernández Estupiñal            | 4          |
| 320390149    | El Canal [Rancho]                                 | 3          |
| 320390087    | El Pajonal de las Vegas                           | 3          |
| 320390111    | Inocente Medina                                   | 3          |
| 320390037    | Nueva Rosita                                      | 3          |
| 320390155    | Santa Elena [Granja]                              | 3          |
| 320390079    | Agua Salada                                       | 2          |
| 320390039    | El Álamo                                          | 2          |
| 320390142    | El Nogal [Rancho]                                 | 2          |
| 320390076    | El Peñón                                          | 2          |
| 320390140    | Rancho de Ignacio Figueroa                        | 2          |
| 320390143    | Rancho de Ricardo Leyva                           | 2          |
| 320390090    | Reniberto Herrera [Rancho]                        | 2          |
| 320390123    | San José de Ranchitos                             | 2          |
| 320390151    | Baltazar Hernández                                | 1          |
| 320390005    | El Carrizal                                       | 1          |
| 320390071    | El Sabino (Genaro Hernández) [Rancho]             | 1          |
| 320390153    | Las Fajas de las Piedras [Rancho]                 | 1          |
| 320390159    | Rancho de Antonio Campos                          | 1          |
| 320390150    | Rancho de Gerardo García                          | 1          |
| 320390160    | San Isidro [Rancho]                               | 1          |
| 320390100    | San Miguel [Rancho]                               | 1          |

Localidades de una vivienda 108
Localidades de dos viviendas 6

## Concentración
Las comunidades: Las Esperanzas (El Ranchito), José María Morelos y Pavón (La Almoloya) y El Fuerte, forman una aglomeración llamada popularmente "Concentración" que tiene una población de 5,660 habitantes.
Mayor que la población de la comunidad González Ortega de Sombrerete (4,104) y mayor que la de treinta y una cabeceras municipales del Estado de Zacatecas:
Nieves (General Francisco R. Murguía) (5,653), Saint Alto (5,037), Tepechitlán (4,600), Pinos (5,611), Apozol (2,626), Apulco (1,526), Atolinga (1,601), Florencia (Benito Juárez) (2,768), Chalchihuites (3,799), Trinidad García de la Cadena (2,269), Genaro Codina (1,479), General Enrique Estrada (3,887), El Plateado de Joaquín Amaro (486), General Pánfilo Natera (4,599), Huanusco (1,695), Jiménez del Teul (1,662), Mazapil (794), Melchor Ocampo (569), Mezquital del Oro (1,147), Momax (1,626), Monte Escobedo (3,937), Moyahua de Estrada (2,132), Noria de Ángeles (1,662), Pánuco (1,034), El Salvador (1,021), Susticacán (932), Tepetongo (1,604), Teul de González Ortega (3,374), Vetagrande (1,093), Villa Hidalgo (4,617) y Santa María de la Paz (1,684).

## Caracterización de Ayuntamiento

### Ayuntamiento 2018-2021
- Presidente Municipal.
- Un Síndico
- 8 Regidores de mayoría relativa
- 6 Regidores de representación proporcional.

### Principales Comisiones
| Comisión                        | Responsable          |
| ------------------------------- | -------------------- |
| Gobernación y Seguridad Pública | Presidente Municipal |
| Hacienda                        | Sindico              |
| Desarrollo Económico            | Regidor 1°           |
| Educación                       | Regidor 7°           |
| Salud                           | Regidor 8°           |
| Obras Públicas                  | Regidor 11°          |
| Comercio                        | Regidor 6°           |
| Agua Potable                    | Regidor 8°           |
| Alumbrado Público               | Regidor 9°           |
| Parques y Jardines              | Regidor 12°          |
| Vialidad                        | Regidor 2°           |

### Autoridades auxiliares
Existe un Delegado Municipal en las comunidades y el número de auxiliares de acuerdo a la cantidad de habitantes. El tipo de nombramiento es por elección popular, sus funciones: vigilar la tranquilidad en la localidad, coordinarse con el ayuntamiento para planear las necesidades más atingentes de la comunidad, coadyuvar para proporcionar los servicios públicos.

### Regionalización política
El municipio de Río Grande, pertenece al duodécimo y al décimo octavo Distrito Electoral Local y al tercer Distrito Federal Electoral.

## Cronología de Presidentes Municipales
| Presidente Municipal                                 | Periodo de Gobierno   | Partido Político |
| ---------------------------------------------------- | --------------------- | ---------------- |
| José Ma. Gallardo I                                  | 1944-1946             | PRI              |
| Heron Molina Moya                                    | 1947-1949             | PRI              |
| Jesús Salas y Salas                                  | 1950-1952             | PRI              |
| Luis Carrillo Cazares                                | 1953-1955             | PRI              |
| Ramón Badillo Hiriart                                | 1959-1961             | PRI              |
| Jesús Ramírez Medina                                 | 1962-1964             | PRI              |
| Macedonío Herrera Longoria                           | 1965-1967             | PRI              |
| Miguel Rodríguez Molina                              | 1968-1970             | PRI              |
| Miguel Salcedo Ramírez                               | 1971-1973             | PRI              |
| Raúl Gallardo Jiménez                                | 1974-1976             | PRI              |
| Adolfo Rodarte Vázquez                               | 1977-1979             | PRI              |
| Profr. Alejandro Hernández Bautista                  | 1980-1982             | PRI              |
| Dr. Gumaro Elías Hernández Zúñiga                    | 1983-1985             | PRI              |
| Lic. Hugo Calderón Gallardo                          | 1986-1986             | PRI              |
| Dr. Héctor Ugarte Villa                              | 1986-1988             | PRI              |
| C.P. Cipriano Molina Ramírez                         | 1989-1992             | PRI              |
| Lic. Sergio Escobedo                                 | 1992-1995             | PRI              |
| Ing. Rodolfo Cháirez Martínez                        | 1995-1995             | PRI              |
| Carlos Calderón Badillo                              | 1995-1998             | PRI              |
| Dr. Gumaro Elías Hernández                           | 1998-2001             | PRI              |
| Lic. Manuel Peña Badillo                             | 2001-2004             | PRI              |
| Felipe de Jesús Badillo Ramírez                      | 2004                  | PRD              |
| Pedro Martínez Ramírez                               | 2004-2007             | PRD              |
| Genaro Hernández Olgin                               | 2007-2010             | PRI              |
| Mario Alberto Ramírez Rodríguez                      | 2010-2013             | PRD Convergencia |
| Constantino Castañeda Muñoz                          | 2013-2016             | PRI              |
| Ing. Julio César Ramírez López "El Campe"            | 2016-2018             | PAN PRD          |
| Ing. Julio César Ramírez López "El Campe"            | 2018-2021             | PAN PRD MC       |
| Juan Carlos Acosta Jasso (Interino)                  | enero-junio 2021      | PAN PRD          |
| Ing. Julio César Ramírez López "El Campe" (licencia) | junio-septiembre 2021 | PAN PRD          |
| Mario Córdova Longoria                               | 2021-2024             | PRD              |
| Mario Córdova Longoria                               | 2024-2027             | PRI              |